# Коновалов Володимир Володимирович
Володи́мир Володи́мирович Конова́лов (нар. 27 липня 1986 — пом. 10 грудня 2014) — сержант Збройних Сил України, учасник російсько-української війни.

## Життєпис
В часі війни — розвідник 39-го батальйону територіальної оборони «Дніпро-2». Вийшов із оточення в Іловайську.
10 грудня до військових на блокпосту звернулися люди у формі працівників Луганського енергетичного об'єднання та попросили допомоги в ремонті ЛЕП. Військовики, не перевіривши документи, поїхали допомагати. Поблизу села Кряківка автомобіль розстріляли терористи із засідки, тоді ж загинув старший сержант Ігор Удовицький, ще один вояк був поранений.
Похований у Василівці.
Без Володимира лишились мама та дружина.

## Нагороди та вшанування
- Указом Президента України № 270/2015 від 15 травня 2015 року, «за особисту мужність і високий професіоналізм, виявлені у захисті державного суверенітету та територіальної цілісності України, вірність військовій присязі», нагороджений орденом «За мужність» III ступеня (посмертно)[1].
- Вшановується в меморіальному комплексі «Зала пам'яті», в щоденному ранковому церемоніалі 10 грудня[2][3].